# Dyskalkulie
Dyskalkulie ist eine Beeinträchtigung des arithmetischen Denkens. Sie wird in der Fachsprache auch Arithmasthenie, im allgemeinen Sprachgebrauch auch Rechenstörung oder Rechenschwäche genannt. Die Abgrenzung der Begriffe Dyskalkulie, Rechenstörung und Rechenschwäche ist in der Literatur nicht eindeutig.

## Allgemeines
Eine Dyskalkulie tritt bei fünf bis sieben Prozent der Weltbevölkerung auf.
Dyskalkulie sagt nichts über die Intelligenz des Betroffenen aus. Oftmals finden sich unter ihnen besonders begabte Menschen mit überdurchschnittlichem IQ.
Ebenso wenig ist bei Dyskalkulie die Fähigkeit zur Beweisführung in der höheren Mathematik zwingend beeinträchtigt. Vieles deutet in der aktuellen Forschung darauf hin, dass arithmetische und mathematische Fähigkeiten voneinander getrennt sind. So kann es sein, dass ein Dyskalkuliker Schwierigkeiten bei der Bearbeitung von arithmetischen Problemen hat, jedoch ohne Beeinträchtigung oder sogar mit einer Begabung abstrakte mathematische Probleme lösen kann.
Die Annahme der Unabhängigkeit von Intelligenz und Dyskalkulie hat auch in den medizinischen Diagnosesystemen ICD und DSM Eingang gefunden. Dies wird jedoch dahingehend kritisiert, dass bis heute noch nicht nachgewiesen werden konnte, dass die Ursachen und Förderungsmaßnahmen für Dyskalkulie mit normaler Intelligenz andere sind als für Rechenschwächen mit niedrigerer Intelligenz.
Die Weltgesundheitsorganisation hat das Erscheinungsbild „Dyskalkulie“ in ihre internationale Klassifikation der Krankheiten aufgenommen.
Über die Frage, ob Dyskalkulie als Krankheit oder gar als Behinderung behandelt werden sollte, gibt es unter Wissenschaftlern Kontroversen: Insbesondere Neurobiologen betonen, dass Prozesse, die im Gehirn beim Lesen, Schreiben oder Rechnen ablaufen, bei Betroffenen von einer Dyskalkulie anders ablaufen als bei anderen und dass diese „Fehlfunktionen“ von der WHO als „Krankheit“ bewertet würden. Die Dyskalkulie ist aufgrund der Einschätzung der WHO international als psychische Erkrankung anerkannt. Demnach handelt es sich um ein kompensierbares Verständnisproblem im arithmetischen Grundlagenbereich (Mächtigkeitsverständnis, Zahlbegriff, Grundrechenarten, Dezimalsystem), wobei die Betroffenen mit ihrer subjektiven Logik in systematisierbarer Art und Weise Fehler machen, die auf begrifflichen Verinnerlichungsproblemen beruhen, was im Prinzip durch gezielte Maßnahmen aufgelöst werden kann. Dabei lassen sich die Erscheinungen Nominalismus, Mechanismus und Konkretismus beobachten.
„Auflösbare“ Probleme bei Teilleistungsstörungen wie der Dyskalkulie sind aber ein Indiz dafür, dass keine Behinderung vorliegt. Denn nach § 2 Abs. 1 Satz 1 SGB IX liegt eine Behinderung nur dann vor, wenn aller Voraussicht nach die Störung sechs Monate nach ihrer Feststellung noch vorhanden sein wird. Dennoch behauptet eine Förderschule, es sei möglich, vom zuständigen Versorgungsamt für ein Kind mit der Diagnose Dyskalkulie einen Behindertenstatus zu erreichen, und zwar bis zu einem Grad der Behinderung von 50.
Das Verwaltungsgericht Hannover sieht in der Dyskalkulie keine Form der Behinderung. Es stellte in seinem Beschluss vom 10. Februar 2012 fest: „Schulische Teilleistungsstörungen (hier: Lese-Rechtschreibschwäche – LRS) stellen für sich genommen keine seelischen Störungen im Sinne des § 35a SGB VIII dar.“ Ein Anspruch auf Eingliederungshilfe bestehe erst dann, wenn eine Teilleistungsschwäche zu einer „sekundären Neurotisierung“ geführt habe.
Wolfram Meyerhöfer vertritt die These, dass „nicht der Kopf der Kinder […] das Problem“ sei. Die Kategorien Legasthenie und Dyskalkulie dienten, so die LegakidsStiftung, die Meyerhöfers Ansicht verbreitet, nicht dazu, „um die damit verbundenen Lernphänomene zu verstehen, sondern um Fragen der Ressourcenzuweisung zu bearbeiten.“ Der Hintergrund dieses Verfahrens bestehe darin, „dass eine fachärztliche Bescheinigung Voraussetzung dafür ist, dem Kind in der Schule einen Nachteilsausgleich zu gewähren.“ Die LegaKidsStiftung warnt davor, Legastheniker als „krank“ oder „behindert“ einzustufen, da eine amtliche Bestätigung dieses Status die Betroffenen unangemessen stigmatisiere. Die Stiftung wird vom deutschen Bundesministerium für Familie, Senioren, Frauen und Jugend gefördert. Ihre Argumentation kann auch auf Schüler mit der Diagnose Dyskalkulie angewandt werden.
Dyskalkulie darf nicht mit dem Zahlenanalphabetismus verwechselt werden: Letzterer bezeichnet das rechnerische Unvermögen und die Schwäche, Sachverhalte in Zahlen darzustellen beziehungsweise zahlenmäßig dargestellte Sachverhalte zu verstehen.

## Erscheinungen

### Nominalismus des Zahlbegriffs
Unter Nominalismus des Zahlbegriffs soll die Zuordnung von Zahlname und Ziffer/Symbol ohne ausgebildeten Zahlbegriff als kognitive Basis verstanden werden. Dies bedeutet, dass Kinder die Zahlnamen und deren Reihenfolge auswendig kennen, die zu Grunde liegenden Quantitäten jedoch nicht mitdenken. Deshalb sind sie oft darauf angewiesen, Additionen und Subtraktionen rein zählend durchzuführen. Häufige Phänomene bei Nominalismus:
- Kinder verharren beim rein zählenden Operieren.
- Transferleistungen können nicht erbracht werden. Es wird stets neu abgezählt.
- Die Bewältigung mathematischer Aufgaben erfordert enorme Gedächtnis- und Konzentrationsleistungen, hohe Anstrengung, was schnell zu Erschöpfung führt. Berechnungen benötigen unverhältnismäßig viel Zeit.
- Es kommt nicht zu einer Verbesserung der Defizite durch beständiges und extensives Üben. Geübtes wird schnell wieder vergessen oder es wird inhaltsleer auswendig gelernt.

### Mechanismus der Rechenverfahren
Der Mechanismus der Rechenverfahren umschreibt die unreflektierte mechanische Bewältigung mathematischer Aufgaben ohne Verständnis der zu Grunde liegenden Verfahrenstechniken. Dies kann zum Beispiel bei der Anwendung schriftlicher Rechenverfahren oder beim Lösen sog. analytischer Aufgaben (Gleichungen mit Platzhaltern) beobachtet werden. Auffällig bei mechanischen Rechenverfahren sind:
- die Duldung sich widersprechender Ergebnisse nebeneinander: „offensichtliche“ Rechenfehler werden nicht erkannt.
- die Fehleranfälligkeit der Mechanismen bei komplizierteren oder geänderten Aufgaben. Abweichungen in der Aufgabe führen schnell zu Verwirrung bzw. zu falsch weitergeführten Mechanismen.
- die wahllose Verknüpfung von Größenangaben mit Operationen bei eingekleideten Aufgaben, um irgendwie zu einer Lösung zu gelangen. Die Aufgabe kann nur wortwörtlich wiedergegeben werden.

### Konkretismus beim handelnden Operieren
Unter Konkretismus beim handelnden Operieren wird das Verhaftetsein des Betroffenen am Veranschaulichungsmittel verstanden, wobei auch Finger zu den Veranschaulichungsmitteln zählen. In diesem Fall tritt das Veranschaulichungsmittel nicht in der Funktion auf, Anzahl in einer bestimmten Weise zu repräsentieren, vielmehr wird der handelnde Umgang mit dem Mittel für das eigentliche Rechnen gehalten. Bei konkretistischem Handeln sind häufig folgende Punkte zu beobachten:
- Berechnungen von mathematischen Aufgaben können ohne die Veranschaulichungsmittel nicht durchgeführt werden.
- Es wird fast ausschließlich auf vorgestellte oder plastische Zählhilfen zurückgegriffen.
- Veranschaulichungsmittel werden unökonomisch und kontralogisch verwendet.

## Charakterisierung
Diese drei Phänomene sind nicht getrennt zu sehen – vielmehr ergänzen sie einander, da hier Rechenschwierigkeiten von verschiedenen Betrachtungsebenen aus beschrieben werden. Nominalismus bezieht sich auf die begriffliche Seite, auf die unausgebildete kognitive Verinnerlichung der Stoffinhalte. Mechanismus beschreibt aus praktischer Sicht die unverstandene Umgangsweise mit den Rechenverfahren. Konkretismus schließlich bezieht sich auf den unreflektierten Einsatz der Veranschaulichungsmaterialien.
Insgesamt ist bei den Betroffenen das Fundament des mathematischen Verständnisses nicht oder nur sehr verschwommen vorhanden. Ein aufbauender mathematischer Gedanke kann nicht verstanden werden, weil die Grundlagen nicht zur Verfügung stehen. Jegliches Üben und Automatisieren ist hier vergeblich, da die Kerngedanken unerschlossen sind. Wenn z. B. Menge und Zahl mit gänzlich falschen Vorstellungen besetzt sind, kann die innere Logik des Stellenwertsystems nicht erarbeitet werden. In der modernen Förderpädagogik werden auch diejenigen Betroffenen berücksichtigt, deren Versagen auf unangemessene Beschulung, mangelnde Motivation und andere nicht-kognitive Faktoren zurückgeführt werden kann, da auch sie meist inhaltliche Defizite in Mathematik aufweisen.
Sind bestimmte Bedingungen des Lernens nicht erfüllt, müssen diese vorab hergestellt werden. Treten Anzeichen für außermathematische Beeinträchtigungen auf, wie zum Beispiel erhebliche psychische Probleme, gravierende sprachliche Defizite oder anderes, was ein diagnostisches oder lerntherapeutisches Gespräch unmöglich macht, ist dringend die Hilfe anderer Fachkräfte angeraten. Dies kann den mathematischen Lernprozess jedoch nicht ersetzen. Bei entsprechend diagnostizierten kognitiven Defiziten im rechnerischen Denken ist auch hier anschließend beziehungsweise begleitend eine angemessene mathematische Förderung nötig.
Kinder mit Dyskalkulie weisen sehr heterogene kognitive Profile auf (z. B. hinsichtlich der Arbeitsgedächtnisleistung, der Lesefähigkeit, der Aufmerksamkeit und unterschiedlicher mathematischer Fähigkeiten), sodass von der Existenz von abgrenzbaren Subtypen auszugehen ist.

## Qualitative Diagnostik
Für eine gezielte Hilfe müssen die Probleme des Betroffenen genau untersucht werden. Die Methode der Diagnostik von Rechenstörung beruht grundsätzlich auf einem Vergleich subjektiver Rechenleistungen und objektiver Anforderungen des mathematischen Gegenstandes in verschiedenen Zusammenhängen. Hierfür gibt es eine Reihe von standardisierten Tests. Diese Tests haben jedoch den Mangel, dass sie rein ergebnisorientiert sind, das heißt, sie grenzen die Fehleranalyse in hohem Maße ein, indem sie lediglich richtige von falschen Ergebnissen selektieren, anschließend quantifizieren und die so gewonnene Quote einem feststehenden Auswertungsschlüssel unterwerfen. Konkretistische Rechentechniken bleiben dabei gänzlich unbewertet. Derartige Diagnosen sind im Kern wie Klassenarbeiten und genügen insbesondere den Anforderungen einer auf lerntherapeutische Intervention ausgerichteten Testung nicht.
Überwinden lässt sich der genannte Mangel durch eine qualitative Fehleranalyse und eine qualitative Beurteilung der Rechentechniken und des Rechenverständnisses. An der Humboldt-Universität zu Berlin wurde dafür in Zusammenarbeit mit dem ZTR Berlin zum Beispiel das informelle Testverfahren QUADRIGA (Qualitative Diagnostik Rechenschwäche im Grundlagenbereich Arithmetik) entwickelt. Dieses baut im Wesentlichen auf der Methode des „lauten Denkens“ auf. Hier gibt der Proband Auskunft über seine Rechenwege und gegebenenfalls seine konkretistischen Techniken, so dass sich subjektive (falsche oder umständliche) Algorithmen und begriffslose Lösungswege ermitteln lassen. Aus den angewandten Rechentechniken und den subjektiven Algorithmen lassen sich – verglichen mit dem mathematisch sachlogischen Vorgehen – Rückschlüsse auf das Verständnis mathematischer Inhalte und Operationen erzielen. Dadurch werden Lerndefizite (hier spezielle Wissensmängel um mathematische Abstraktionen sowie unlogische Verfahrenstechniken: Zählen statt Rechnen) sichtbar, und die Systematik der Rechenfehler lässt sich aufschlüsseln und erklären.
Neben der Interview-Technik des „lauten Denkens“ sollten noch die Verhaltensbeobachtungen von Mimik, Gestik und Körpersprache treten, die Rückschlüsse darüber zulassen, ob die Kommentare der Probanden die wirkliche Vorgehensweise treffen. Dazu kommt die Methode, die „Beobachtung des konkreten Handelns mit mathematisch strukturierten Veranschaulichungsmitteln“ genannt wird. Dahinter verbirgt sich eine qualitative Analyse der Handlungstechniken auf der konkret-handelnden Ebene. Rechenschwäche lässt sich häufig bereits auf der Handlungsebene als apraktische Umgangsform mit Veranschaulichungsmitteln nachweisen.
Auf diese Weise entsteht eine differenzierte qualitative Profilierung der Rechenstörung, was insbesondere für die Rechentherapie von größter Bedeutung ist. Die Therapie kann gezielt dort ansetzen, wo die mathematischen Probleme des Probanden beginnen.

## Therapie
Frühzeitige Therapie spielt bei Dyskalkulie eine wesentliche Rolle, da nur so bereits bestehende Defizite aufgearbeitet und weitere Lücken verhindert werden können. Zudem unterbindet man mit einer frühmöglichen Förderung das Eintreten von Matheängsten oder einer geringen Erwartungshaltung des Betroffenen. Auch im Erwachsenenalter können sich Erkrankte professionelle Hilfe suchen. Wichtig ist, dass Dyskalkulie eine ernst zu nehmende Erkrankung ist, bei der eine Therapie unausweichlich ist. Die Kosten einer Therapie werden nur bei einer vorliegenden medizinischen Diagnostik übernommen.

## Integrative Lerntherapie
Rechenschwache Kinder benötigen individuelle Hilfe. Ein normaler Schulunterricht wie auch klassischer Förder- oder Nachhilfeunterricht kann bei rechenschwachen Schülern nicht zum Erfolg führen, wenn standardisierte, auf eine Gruppe bezogene Verfahren zum Einsatz kommen und nicht an der individuellen Lernausgangslage angeknüpft wird. Eine integrative Lernintervention berücksichtigt die spezifische Lernausgangslage des Schülers, indem sie kein einheitliches Programm anwendet, sondern in Form einer integrativen Lerntherapie ein individuelles Bedarfsprogramm von Maßnahmen erstellt. Je nach den individuell ausgeprägten Eigenarten und Störungen des Lernprozesses sowie der subjektiven Verarbeitung der Leistungsschwäche werden entsprechende Lehr- und Lernformen gewählt und aktuell variiert. Als angemessene Therapieform hat sich hierfür deshalb die Individualtherapie herausgebildet. In der Mathematik bauen Lerninhalte sachlogisch streng aufeinander auf. Es muss daher abgesichert sein, dass der Schüler die Argumentation auch für kleinste Schritte nachvollzogen hat. Deshalb ist die zentrale Interventionsform der therapeutische Lerndialog mit dem Schüler. Diesen zu führen, ist die Aufgabe eines mathematisch und pädagogisch-psychologisch ausgebildeten Lerntherapeuten für Dyskalkulie, der die Grundlagen der Mathematik individuell differenziert darlegen kann. Eine in die Lerntherapie integrierte Verlaufsdiagnostik sichert die Lernfortschritte, sodass durch angepasste Lernschritte systematisch die Defizite im Lernstoff aufgearbeitet werden können. Damit stiftet die Therapie von Beginn an ein begründetes und wachsendes Vertrauen der Schüler in ihr neu erworbenes Wissen und ihre Fähigkeiten.
Einen neuen Zweig der Lerntherapie im Bereich der Dyskalkulie stellen sogenannte Serious Games dar. So gibt es spezialisierte Computerspiele, die sich an den individuellen Lernfortschritt anpassen und gezielt die Schwächen der Betroffenen fördern. Das Computerlernspiel Meister Cody ‒ Talasia bietet zudem einen diagnostischen Test, der von Psychologen der Universität Münster entwickelt wurde.

## S3-Leitlinien der Therapie
Hauptmerkmale einer funktionierenden Therapie sind Individualität und Symptomspezifität, das heißt, dass die Förderung an den Patienten individuell angepasst ist und direkt an den Rechenschwierigkeiten gearbeitet wird. Ein weiterer wichtiger Aspekt ist die psychische Aufarbeitung, um somit das Selbstvertrauen des Erkrankten zurückzuerlangen, da dieses zur Sicherheit im Umgang mit Zahlen und Rechnungen ebenfalls von großer Bedeutung ist. Zusätzlich werden bestimmte Richtlinien vorgeschrieben, damit Therapien getreu eines einheitlichen Schemas verlaufen. Diese sogenannten S3-Leitlinien, die im Februar 2018 von der Gesellschaft für Kinder- und Jugendpsychiatrie, Psychosomatik und Psychotherapie e. V. verfasst und erstellt wurden (und inzwischen im Leitlinien-Register der AWMF als veraltet gelten, weil sie seit über fünf Jahren unverändert blieben), sind in drei Teilbereiche gegliedert. Einer der Bereiche umfasst die Intervention. So wird vorgeschrieben, dass Förderungsprogramme wissenschaftlich evaluiert sein müssen. Im weiteren Themengebiet Inhalt und Konzeption ist wichtig zu beachten, dass nah an den diagnostizierten Defiziten und Problemen gearbeitet wird und zudem klinisch relevante Zusammenhangssymptome beachtet und berücksichtigt werden. Darüber hinaus sollten vorrangig Förderprogramme gefördert werden, die auf wissenschaftlichen Erkenntnissen basierend auf Erfahrungssammlung und -auswertung basieren. Im Bereich des Settings ist vorgesehen, dass Therapiemaßnahmen lediglich in Einzelstunden erfolgen und eine Mindestdauer von 45 Minuten angesetzt werden muss. Einzelförderung spielt hinsichtlich des Zutrauens des Schülers eine große Rolle, da hier die Angst nachzufragen wesentlich geringer ist als in der Gruppe und man somit ein stressfreies Arbeiten ermöglicht. Ein weiterer wichtiger Teil der Förderung ist die Kontinuität, da der Erfolg der Therapie von der Regelmäßigkeit abhängt.

## Prävention
Die arithmetischen Grundlagen des mathematischen Begreifens werden in den ersten beiden Schuljahren geschaffen, daher kommt den ersten Lernschritten eine große Bedeutung zu. Das Feststellen eines mangelnden oder fehlenden kognitiven Fundaments des arithmetischen Verstehens kann erst nach dem Durchlaufen der ersten Lernschritte durchgeführt werden. Doch ist bereits in den ersten beiden Klassen vorbeugende Hilfe in einem präventiven Sinne möglich. Um schon im Vorfeld die Ausbildung einer möglicherweise drohenden Rechenstörung zu verhindern, bieten sich zwei Instrumente der Lernbegleitung an. Bei ersten Anhaltspunkten für einen gestörten mathematischen Lernprozess sollte eine so genannte Präventionsdiagnose durchgeführt werden, mit Hilfe derer die Verinnerlichung des aktuellen Schulstoffs in den ersten beiden Schulklassen – simultan zur Vermittlung – sowie die Ausbildung der pränumerischen Abstraktionsleistungen im Sinne Piagets (Invarianz, Anzahlkonstanz, Mengenkonstanz) schon zum Schuleintritt untersucht werden kann. Bei Verdacht auf die künftige Ausbildung einer Rechenstörung kann dann eine lerntherapeutische Frühbegleitung als Präventionsmaßnahme eingeleitet werden, in der die pränumerischen und ersten numerischen Abstraktionen erarbeitet werden. Des Weiteren gehört es zum Bildungsauftrag der Kindergärten (nicht in allen Ländern definiert) den Kindern die Grundbegriffe des Zählens und Rechnens (mit Anschauungsmaterial) im Zahlraum bis 12 (20) beizubringen. Ziel ist es, den Kindern eine Vorstellung von Mengen zu vermitteln und ihr mathematisches Grundverständnis zu schulen – analog dem grammatischen Sprachverständnis.

## Wahrnehmungsförderung
Eine Rolle beim Umgang mit Mengen spielt nach Meinung des Blicklabors Freiburg die Simultanerfassung; diese Fähigkeit ist demnach bei manchen rechenschwachen Kindern nicht richtig entwickelt. Durch ein Trainingsprogramm, durch das sich die Wahrnehmungs- und Sehfähigkeiten verbessern lassen, kann ein Kind demnach lernen, Anzahlen von Dingen schneller zu erfassen, und in der Folge besser rechnen. Andererseits kann beobachtet werden, dass auch Kinder mit schlechter Simultanwahrnehmung mathematische Grundbegriffe erlernen, ohne hierfür eine Verbesserung ihrer Fähigkeit zur schnellen optischen Erfassung der Anzahl von dargebotenen Objekten zu benötigen, und es gibt viele Dyskalkuliker mit gut ausgebildeter Simultanerfassungs-Fähigkeit trotz Dyskalkulie. Typisch für Kinder mit Dyskalkulie sind oft gute schematische Rechenfähigkeiten bei gleichzeitigem Unverständnis für den Bedeutungsinhalt der angewendeten mathematischen Techniken. Offensichtlich ist daher ein Wahrnehmungstraining nur dann hilfreich, wenn dies nicht bloß zur Perfektionierung von Rechen- und Zähltechniken eingesetzt wird, sondern bereits wichtige begriffliche Grundlagen vorhanden sind, deren Nutzung für mathematische Operationen vorausgesetzt werden kann (Mengenbegriff/Zahlbegriff usw.). Dies führt unmittelbar zu der Einsicht, dass jegliche unspezifische Trainingsanwendungen, die vorher keine lernstandsanalytischen Kenntnisse über ein Kind ermittelt haben, zu erheblichen Schädigungen und Therapiefehlern führen müssen – kongenial zur Überforderungssituation rechenschwacher Kinder in Grundschulen, die keine Fachkräfte und Zeitkontingente für individuelle mathematische Lernstandsanalysen zur Verfügung haben oder solche diagnostischen Mittel aus verschiedenen Gründen nicht anwenden. Dieses Dilemma betrifft insofern auch alle anderen Formen von Wahrnehmungstraining. Das Erlernen von und der bewusste Umgang mit mathematischen Grundbegriffen ist daher der spezifische Inhalt von seriös arbeitenden therapeutischen Ansätzen zur Behebung von Dyskalkulie. Svenja Lommer arbeitete in ihrer Göttinger Dissertation (bei Arnd Krüger) heraus, dass durch psychomotorische Übungen, die die Ganzkörperwahrnehmung verbessern, auch erhebliche dyskalkulische Leistungsdefizite abgebaut werden konnten.

## Erfolgsaussichten einer Therapie
Eine erfolgreiche Therapie lässt sich nicht einfach in Zahlen und Prozenträngen ausdrücken. Ebenfalls wird Erfolg bei jedem Betroffenen unterschiedlich definiert. Somit sind die Erfolgsaussichten ebenso individuell wie die Therapie des Kindes und lassen sich nicht verallgemeinern. Jedoch kann man sagen, dass Kontinuität, eine enge Zusammenarbeit zwischen Schule, Eltern, Kind und Therapeut zum Erfolg beitragen und diesen begünstigen.
Abschließend ist noch zu erwähnen, dass eine Therapie Dyskalkulie nicht heilen kann, sondern viel mehr das Kind im Hinblick auf Schulerfolg und Lebensbewältigung stabilisiert.

## Psychische Sekundär-Symptomatik

### Psychosoziale Situation
Die Bedeutung entwicklungspsychologischer Aspekte für die Entstehung klinisch psychologischer Symptomatik wird heute allgemein betont: „Psychische Störungen im Kindes- und Jugendalter sind vor dem Hintergrund von Reifungs- und Entwicklungsprozessen in ihrem Wesen und in ihrem Verlauf vielmehr sehr verschieden und erfordern in vieler Hinsicht auch grundsätzlich andere Herangehensweisen.“ Der enge Zusammenhang von umschriebenen Entwicklungsstörungen und psychischen Auffälligkeiten wird dabei von vielen Autoren betont. In einer Studie fand Esser (1991) bei 46 % der Kinder mit Lernstörungen psychiatrische Auffälligkeiten.
Lernstörungen lassen sich dabei sowohl als Folge als auch als Ursache von Verhaltensauffälligkeiten erklären (Fritz & Stratmann 1993). Die Annahme, dass Ängste, Depressionen und daraus abweichendes Lernverhalten die kognitive Entwicklung beeinträchtigen, ist also ebenso unumstritten wie die Tatsache der sekundären Neurotisierung als Folge von Lernstörungen und den daraus resultierenden Versagenserlebnissen. Der besondere Stellenwert von Lernstörungen im Kindesalter für die Beeinträchtigung der seelischen Gesundheit wird durch viele Studien belegt. In einer Untersuchung zu Therapiemisserfolgen in der Legasthenietherapie fand Brunsting-Müller (1993), dass die Problembewältigungsstrategien des Kindes und die Reaktion des sozialen Umfeldes größeren Einfluss auf den Therapieerfolg haben als Intelligenz oder Sprachbegabung.
Von einer sekundären Neurotisierung als Reaktion auf Lernstörungen kann man sprechen, wenn sich die in Selbstbild und Verhalten zeigende psychiatrische Symptomatik auf die Lernstörung direkt oder indirekt zurückführen lässt. Die Entstehung reaktiver Depressionen und der Entwicklung damit verbundener, immer weiter generalisierter Ängste und psychosomatischer wie psychomotorischer Beeinträchtigungen aus kognitiven sowie psychosozialen Prozessen kann auf die Rechenstörung zurückgeführt werden. Dabei scheint es sich bei den Verursachungsfaktoren um einen äußerst umfassenden Bedingungskomplex aus sozialen, emotionalen und kognitiven Faktoren zu handeln. Diese Aspekte können als Mediatoren der Störungsentstehung aufgefasst werden. Der Symptomkomplex psychiatrischer Auffälligkeiten rechenschwacher Kinder umfasst Ängste, depressive Symptomatik, somatoforme Störungen sowie daraus resultierende Verhaltensauffälligkeiten.

### Psychosoziale Faktoren
Ängste, Kontrollverlust und allgemeine Niedergeschlagenheit werden durch das Verhalten der Bezugspersonen mit ausgelöst. Strafen, Überforderung, Bloßstellen, elterliches Leiden usw. tragen zur Entwicklung von Ängsten, einem negativen Selbstbild und zur Entwicklung von Vermeidungs- und Kompensationsstrategien in erheblichem Maße bei. Auf Seiten der Lehrer finden sich häufig verkürzte Kausalattribution, die auf die Person („schlechter Schüler“, „unwillig“, „faul“, „unkonzentriert“, „weniger begabt“ etc.) zielen. Eine daraus resultierende resignative Haltung, die sich in der Schonung des Kindes ausdrückt, kann sich auf die Attributionen sowie auf sein Selbstbild auswirken („Bin ich eben doof“). Reagieren die Lehrer durch zusätzliche Förderung, geht die gutgemeinte Hilfe – gerade bei an Dyskalkulie leidenden Kindern – häufig vorbei und kann zur seelischen Belastung für die Kinder werden. Die Mitschüler sind in der schulischen Situation weitere Belastungsfaktoren. „Der Schüler erlebt sich in einer Vergleichssituation mit Gleichaltrigen unterlegen.“ Extrinsische Leistungsmotivation, also Leistungserfolg im Vergleich („Die anderen können das doch!“), kann in Verbindung mit kindlichem Konkurrenzverhalten, das sich z. B. in Hänseleien ausdrückt, zur sozialen Isolierung des rechenschwachen Kindes führen, zu einer „sekundären Neurotisierung“, die es Eltern und der Schule ermöglicht, Hilfen des Sozialstaats in Anspruch zu nehmen (mit der Nebenwirkung, dass das Kind möglicherweise als „behindert“ stigmatisiert wird). Für die Entwicklung von Neurotisierungssymptomen ist auch die familiäre Situation bedeutsam. Eltern, die vor das Problem des Schulversagens des eigenen Kindes gestellt sind, befinden sich in einer schwierigen psychosozialen Situation. „Die Eltern reagieren darauf mit Besorgnis, verstärken ihre (insuffizienten) Trainingsbemühungen mit zunehmender häuslicher Spannung, erhöhen ihre Überfürsorge oder brandmarken das Kind als schwarzes Schaf.“
Erklärungsversuche bleiben bei verkürzten Kausalattributionen und Schuldzuweisungen stehen. Die belastende Frage: „Was habe ich falsch gemacht?“, die häufig mit heftigen Schuldgefühlen verbunden ist, wird ergänzt durch Schuldzuweisungen an die Lehrkraft. Die aus der Schuldfrage erwachsene psychische Belastung der Eltern kann Schuldgefühle beim Kind erwecken, die zum Problem des Schulversagens hinzukommen. Schuldzuweisungen an die Lehrkraft können Spannungen zwischen Elternhaus und Schule hervorrufen und somit die Situation des Kindes weiter beeinträchtigen. Auf das Kind gerichtete Erklärungsversuche, die sich hauptsächlich um die Frage der Veränderbarkeit drehen, führen häufig zu resignativen Begabungszuschreibungen, die sich der verkürzten Kausalkette „Keine Leistung – also unbegabt.“ verdanken. Der daraus erwachsene Glaube an die Unabänderlichkeit des Schicksals lässt Förderung als wenig sinnvoll erscheinen, das Kind wird als dumm stigmatisiert, die Situation akzeptiert. Die umgekehrte Verwendung des Begabungsbegriffes kann sich als ebenso verhängnisvoll erweisen. Eltern halten gerade ihr Kind für doch eigentlich „intelligent“, wobei der in diesem Zusammenhang fragwürdige Begriff der Intelligenz als quasi genetisch festgelegte Determinante zur Begründung für die Leistungen herhalten soll, andererseits diesen in dem Fall des eigenen Kindes gerade widersprechen soll. Wenn Eltern also an dem Begabungsbegriff festhalten, andererseits Minderbegabung bei ihrem Kind nicht attestieren wollen, besteht die Gefahr, dass die Attribution auf das „Wollen des Kindes“, also seine Motivation, letztlich sein Wohlverhalten verlegt wird. Das Kind ist „schuld“, wird gestraft statt gefördert und erlebt neben dem schulischen Versagen das moralische.

### Selbstbild
Kinder können über ihr Denken weniger Auskunft geben und dieses schlechter verbalisieren. Dennoch sind auch Kinder in der Lage, ein ausgeprägtes Selbstbild zu entwickeln. Für die Beschreibung kindlicher Kognitionen, die zu klinischer Symptomatik beitragen können, scheint die kognitive Theorie der Depression von Beck (1967) nützliche Hinweise zu geben. Die „negative Triade“ beinhaltet die Beurteilung der eigenen Person, der Umwelt und der Zukunft.
Die Beurteilung der Zukunft ist von Kindern im Grundschulalter nicht im Einzelnen zu leisten, jedoch stellt sich ihnen ein diffuses Bild möglicher Bedrohungen dar, die nicht kontrollierbar erscheinen. Die Kombination des Erlebens der eigenen Verantwortlichkeit für die Schulleistung mit der Erkenntnis, dass sowohl Erfolg als auch Misserfolg unabhängig von der eigenen Anstrengung sind, führt zur Herausbildung der „erlernten Hilflosigkeit“ im Sinne von Seligmann (1974). Die Zukunft scheint nicht zu bewältigen, die Erwartung stetig neuen Versagens trägt zu einer negativen Sicht der Zukunft und zur Herausbildung von Ängsten bei.
Das Erleben und Beurteilen der Umwelt kann auf verschiedene Art und Weise die Psyche des Kindes belasten. Zunächst kommt es besonders von Mitschülern und Geschwistern aufgrund der Vergleichs- und Konkurrenzsituation zur Zuschreibung von Minderwertigkeit („Du bist ja sowieso dumm!“) und zur Ausgrenzung. Dieses Verhalten wird durch abwertendes und isolierendes, teilweise auch direkt aggressives Verhalten begleitet. Auch wenn es von Erwachsenenseite zu solch direkt abwertendem Verhalten seltener kommt, so kann doch indirekt auch gutgemeintes Verhalten das Selbstbild des Kindes weiter beeinträchtigen. Von Seiten des Lehrers kann neben ärgerlichen und abweisenden Reaktionen auch das spezielle Fördern neue Misserfolgserlebnisse bereiten, das Schonen des Kindes im Unterricht zu einem Gefühl der Isoliertheit oder des Aufgegeben-Worden-Seins führen. Erwartungen, Hoffnungen und Ängste der Eltern spiegeln sich in dem Verhalten gegenüber dem Kind wider und können dessen Situation verschärfen. Die Lehrerin „ist doof“, die Mitschüler, das Schulfach oder die Schule und das Elternhaus im Allgemeinen werden als feindlich und bedrohlich erlebt, sodass Kognitionen über die scheinbar feindliche Umwelt mit den Attributen der Unbeherrschbarkeit und Feindseligkeit entstehen.
Das Selbstkonzept des rechenschwachen Kindes beinhaltet also bezüglich der eigenen Person Verantwortlichkeit für das Scheitern, Bewusstsein für das eigene Versagen und das Gefühl der Minderwertigkeit – und in Bezug auf die Umwelt sowie die Zukunft – die Erwartung diffuser Bedrohung wie unkontrollierbaren Versagens.
Dass Angstempfindung zur Normalität des Schulalltags gehört, wird im Rahmen der klinischen Psychologie akzeptiert. So betonen Schneider u. a., „dass Ängste im Kindes- und Jugendalter zum normalen Entwicklungsprozess dazugehören“ (1993, S. 213). „Bei Sieben- bis Zehnjährigen beziehen sich die Ängste immer häufiger auf die Schule, auf mögliches und vermeintliches Versagen und auf negative Bewertung durch andere…“ (ebd.). Insbesondere bei Schülern mit Lernstörungen ist ein erhöhtes Angstniveau zu beobachten. Die Entwicklung von Ängsten bei rechenschwachen Schülern wird sich zunächst auf direkt angstauslösende Situationen und Personen beziehen und ist dann von immer weiteren Generalisierungen begleitet. Dies sind zunächst Prüfungssituationen im Fach Mathematik, als Person die Lehrkraft. Während die Angst vor Prüfungssituationen im Fach Mathematik sich zunächst auf den gesamten Lernbereich Mathematik, dann auf die Schule und jegliche Prüfungssituationen erstrecken kann, können Sozialphobien sich je nach der Reaktion des Umfeldes auf Mitschüler, andere Lehrer, Eltern, Geschwister und Freunde erstrecken. Im ungünstigsten Fall kann sich die soziale Angst auf jedwede soziale Kontakte und die Schulphobie auf andere Situationen generalisieren.
Die Bedeutsamkeit von Entwicklungsaspekten für die Depression im Kindesalter zeigt sich an der Symptomatik, die der von Kindern mit Lernstörungen ähnelt. Altherr (1993) nennt als Symptome der Depression Schlafstörungen, Appetitlosigkeit, Weinen und das Gefühl der Einsamkeit. Depressive Kinder haben wenig Freunde in der Schule, werden oft gehänselt, sie haben ein geringes Selbstwertgefühl. Alle depressiven Kinder haben Schulschwierigkeiten. Sie haben das Gefühl, Versager zu sein, sind unmotiviert, ihre Psychomotorik ist häufig auffällig. 50 % von ihnen werden als suizidal eingeschätzt. Ihre Kritikfähigkeit, soziale Kompetenz sowie ihre Fertigkeiten sind stark eingeschränkt. Psychosomatische Beschwerden sind bei rechenschwachen Kindern häufig anzutreffen. Kinder, die unter Schulversagen leiden, sind enormen Stresssituationen ausgesetzt. Aufgrund der irrationalen Rechenstrategien ist die Anspannung höher, sie brauchen für Hausaufgaben bis zu drei Stunden. Zu den kognitiven kommen psychische und psychosoziale Stressoren. Die Entwicklung von psychosomatischen Beschwerden kann somit sowohl als direkte Folge der Dyskalkulie aufgrund kognitiver Stressoren als auch als Symptom der sekundären Neurotisierung aufgefasst werden.

### Verhaltensauffälligkeiten
Verhaltensauffälligkeiten können als Neurotisierungssymptome bzw. als deren Folge aufgefasst werden. Im Zusammenhang mit Lernstörungen sind insbesondere Vermeidungs- und Kompensationsstrategien zu beobachten. Strategien der Angstbewältigung und Diskrepanzvermeidung führen häufig zu weiterer sozialer Desintegration. Das Kind versucht, unangenehme – weil angstauslösende – Situationen zu meiden. Es beschäftigt sich nicht mehr mit dem Lerngegenstand Mathematik, kapselt sich von der Umwelt ab, reduziert Sozialkontakte. Immer weitere Generalisierung des Vermeidungsverhaltens kann schließlich zum völligen Rückzug führen. Das Kind versucht, sein Selbstbild, die Reaktion der Umwelt usw. dadurch zu kompensieren, dass es Anerkennung für Kaspern, Aggression usw. erhält. Die schlechte Beurteilung der Umwelt kann zu einer allgemeinen Unfähigkeit zu sachlicher Selbstkritik führen (Diskrepanzvermeidung). Teilweise versucht das Kind durch Rollenspiele, sich von sich selbst zu distanzieren.

### Allgemeines Leistungsversagen
Allgemeines Schulversagen tritt bei rechenschwachen Kindern häufig erst nach langer Misserfolgsperiode in Mathematik und als Folge sekundärer Neurotisierung sowie des negativen kindlichen Selbstbildes auf. Die Beurteilung der eigenen Unfähigkeit lässt das Kind auch in anderen Fächern resignieren. Die „erlernte Hilflosigkeit“ hat sich generalisiert und ist zum stabilen Persönlichkeitsmerkmal geworden. Durch Angstabwehr erzeugtes allgemeines Vermeidungsverhalten wird zum Ausgangspunkt für allgemeines Schulversagen. Der weitere Lebensweg des Kindes ist vorgezeichnet. Durch das allgemeine Schulversagen wird das negative Selbstbild bestätigt, die soziale Reaktion der Umwelt führt nicht nur zum „Teufelskreis Lernstörungen“, sondern auch zum „Teufelskreis Neurotisierung“.
Familie, Schule, das gesamte soziale Umfeld des betroffenen Kindes reagiert z. T. mit Fassungslosigkeit, Erstaunen und Unverständnis, dass das Kind „nicht einmal die einfachsten Sachen zusammenrechnen kann“. Dieses wird wiederum vom Kind bemerkt. Sein Lern- und Leistungsversagen ebenso wie seine Reaktion auf dieses Versagen führen in diesem Umfeld zu Konflikten und weiteren Reaktionen, die das Störbild verstärken und stabilisieren. Psychische Beeinträchtigungen können häufig solche Eigendynamik gewinnen, dass sie eher als Ursache denn als Reaktion auf zugrundeliegende Probleme erscheinen. Die Motivation fällt immer deutlicher ab, das Kind zeigt zunehmend Anstrengungsvermeidungsverhalten und sein negatives Selbstbild verdichtet sich immer mehr. Dies verhindert eskalierend die Aneignung mathematischer Kompetenz, wobei das negative Selbstbild vielfach auf außermathematische Leistungsbereiche übertragen wird, so dass sich, ausgehend von der anfangs isolierten Lernstörung im mathematischen Bereich, eine allgemeine Lernstörung entwickeln kann. Die Gründe für die häufig damit einhergehende allgemeine Verhaltensproblematik bzw. Verhaltensauffälligkeit dieser Kinder wird deutlich, wenn man sich die Situation eines betroffenen Kindes vor Augen hält. Sie ist durch jahrelanges Scheitern gekennzeichnet, und das Kind hat keine Möglichkeit, ihr zu entweichen. Erwachsene sind solchen Situationen längst nicht in dieser Häufigkeit und Konsequenz ausgesetzt und zeigen im Übrigen vergleichbare Reaktionen (Stress am Arbeitsplatz, Jobmobbing usw.). Es ist von einer hohen Dunkelziffer auszugehen, weil Kinder, die nicht behandelt werden, ab einer bestimmten Stufe der Teufelskreisentwicklung tatsächlich das Bild eines allgemeinen Leistungsversagens aufweisen. Letzteres ist als Grund dafür anzusehen, dass mehr als 35 % deutscher Sonderschulüberweisungen sich letzten Endes auf eine nicht erkannte bzw. nicht behandelte Rechenschwäche zurückführen lassen.

### Entwicklungsdynamik psychischer Störungen
Eine nicht frühzeitig erkannte und behandelte Rechenstörung kann zu einer dynamischen Entwicklung weiterer psychischer und Verhaltensstörungen führen. Die begleitenden Symptome der Rechenschwierigkeiten – Arbeitsverweigerung, Antriebsschwäche, scheinbare Konzentrationsstörungen, Passivität, Angst, negatives Selbstbild, überhöhte Anlehnungsbedürftigkeit, Unterrichtsstörungen, aggressives Verhalten, Kopf- oder Bauchschmerzen u.v.m. – dienen anfänglich der Bewältigung der Überforderungssituation. Sie können sich jedoch soweit entwickeln, dass sie die Rechenstörung „überlagern“ und der Zusammenhang mit ihr kaum mehr erkennbar ist. In manchen Fällen kann dies dazu führen, dass die Sekundärsymptome sogar als ursächlich angenommen werden. Die Wahrnehmung des rechenschwachen Kindes, dass andere Kinder das Rechnen schneller und erfolgreicher lernen, dafür Lob erhalten, während ihm entweder mangelnde Intelligenz oder mangelnder Arbeitseifer und Unkonzentriertheit seitens der Eltern und Lehrer, in Form von Spott und Ausgrenzung auch seitens der Mitschüler attributiert wird, wirkt sich negativ auf das eigene Selbstbild aus.
Die ersten Maßnahmen zur Behebung des mangelnden Lernerfolgs – verstärktes Üben zu Hause, Förderunterricht in der Schule, Zunahme des Drucks in Bezug auf die Arbeitshaltung – werden als Bestrafung empfunden, da durch sie die Rechenstörung nicht behoben werden kann und dementsprechend die Anerkennung für die tatsächliche Leistung des Kindes ausbleibt. Kompensationsversuche gelingen eher selten, da zum einen die Schwäche in einem vermeintlich höherwertigen Bereich besteht, also Leistungen im Sport- oder Kunstunterricht nicht den gleichen Stellenwert haben und zum anderen Unterrichtsstörungen zwar zu einer Erhöhung des Ansehens seitens der Mitschüler führen können, aber negative Konsequenzen seitens Lehrer und Eltern mit sich bringen. Das permanente Erleben von Misserfolg im Rechnen, des Misserfolges der ersten Hilfemaßnahmen und des Misserfolges der Kompensations- und Vermeidungsversuche führt in der Regel zu einer negativen Besetzung des Faches Mathematik, zu einer ablehnenden Haltung den Mathematiklehrern gegenüber, zu gravierenden häuslichen Auseinandersetzungen, verbunden mit dem Empfinden von Zurückweisung und Abwendung seitens der Eltern und zu einer erheblichen Schwächung des Selbstwertgefühles. Auf die Ausweglosigkeit der Situation, in der sich rechenschwache Kinder zu befinden glauben, reagieren sie mit weiteren psychischen, auch psychosomatischen Störungen und Verhaltensstörungen, durch die ihre weitere Entwicklung erheblich gefährdet ist, die ihr Leiden verstärken und die eine bleibende psychische Behinderung nach sich ziehen können.

### Behandlung der Sekundär-Symptomatik
Die beschriebene Dynamik in der Entwicklung der Sekundärsymptomatik erfordert eine Behandlung, die auch im sozialen Umfeld des Kindes interveniert und einen Abbau des Leistungsdruckes im Bereich des Faches Mathematik zum Ziel hat. Die Eltern müssen über die Zusammenhänge der psychischen und Verhaltensstörungen des Kindes mit der Rechenstörung aufgeklärt werden. Dabei ist ihnen die psychische Situation des Kindes zu verdeutlichen, Leistungserwartungen sind zu reduzieren, gemeinsame Zielsetzungen der Maßnahmen sind zu vereinbaren. Insbesondere müssen sie zu förderlichen und hinderlichen Lernhilfen beraten werden. Eine Lehrerberatung sollte eine Aufklärung über die Rechenstörung und die Dynamik der sekundären Symptome beinhalten. Konkret sollten Lehrer über die Lernmöglichkeiten des rechenschwachen Kindes informiert werden, damit die Leistungen des Kindes unabhängig vom Lernerfolg realistisch eingeschätzt werden können. Des Weiteren ist den Lehrern eine Hilfestellung zu geben, auf welche Weise sie die Lernbemühungen des Kindes fördern können. Eine Befreiung von der Benotung ist nach Möglichkeit zu empfehlen.
Ziel ist es, die sekundäre Symptomatik soweit abzubauen, dass das Kind in der Lage ist, sich dem Rechnenlernen wieder zu nähern. Die Schaffung eines Vertrauensverhältnisses, einer Atmosphäre der Annahme – unabhängig von den Ergebnissen der Leistung – und der sachlichen Beschäftigung mit den Defiziten ist notwendig. Das Selbstwertgefühl des Kindes muss gestärkt werden, adäquates Bewältigungsverhalten gegenüber Schwierigkeiten sowie gegenüber Bezugspersonen (Eltern, Lehrer und Mitschüler) ist zu thematisieren und geeignete Lernstrategien sind mit dem Kind zu entwickeln. Je nach Schwere und Entwicklungsgrad der sekundären Symptomatik ist die Anwendung psychotherapeutischer Interventionen zu bestimmen. Dabei ist jedoch darauf zu achten, dass „ganzheitlich“ vorgegangen wird, also sowohl auf der Ebene der Kognition wie auf der der Emotion und des sozialen Verhaltens.

## Etymologie
Dyskalkulie leitet sich von der altgriechischen Vorsilbe δυς- (die etwas Unglückliches bzw. Widriges bezeichnet, entsprechend im Deutschen dem Präfix „miss-“ bzw. „un-“) sowie dem lat. calculus „Rechnung“, „Berechnung“ ab, bedeutet also wörtlich Unfähigkeit bzw. Störung zu rechnen. Das Synonym Arithmasthenie ist auf die beiden altgriechischen Bestandteile ἀριθμεῖν arithmein „zählen“ sowie ἀσθένεια asthéneia „Schwäche“, „Krankheit“ zurückzuführen, was wörtlich mit Rechenschwäche zu übersetzen ist.

### Fachmagazine
- Journal Kopf und Zahl. Verein für Lerntherapie und Dyskalkulie e. V.